# Seun Adigun
Seun Adigun (Chicago, 3 gennaio 1987) è un'ex ostacolista ed ex bobbista nigeriana con cittadinanza statunitense.
È stata la prima atleta a rappresentare una nazione africana ai Giochi olimpici sia estivi sia invernali.

## Biografia

### Carriera nell'atletica leggera
Studentessa all'Università di Houston, dove è stata allenata dall'ex primatista mondiale dei 100 metri Leroy Burrell, Seun Adigun ha partecipato più volte alle finali dei campionati NCAA. Nata negli Stati Uniti da genitori nigeriani, nel 2009 ha deciso di competere con i colori della Nigeria. Nel 2009, a Norman, ha portato il suo record personale dei 100 m ostacoli a 12"88.
Si è distinta durante la stagione 2010 vincendo la medaglia d'oro nei 100 m ostacoli ai Campionati africani di Nairobi, stabilendo in 13"14 il suo miglior tempo dell'anno. Selezionata nella squadra africana durante la prima edizione della Coppa continentale, a Spalato, ha terminato sesta nella competizione con 13"48.
Seun Adigun ha partecipato ai Campionati del mondo del 2011 a Taegu dove si è classificata ottava e ultima nelle semifinali dei 100 m ostacoli in 13"14. Poco dopo i mondiali, ha vinto il titolo ai Giochi panafricani di Maputo, in Mozambico, battendo con il tempo di 13"20 la connazionale Jessica Ohanaja.
Nel marzo 2012, si è classificata ottava nei 60 m ostacoli ai Campionati del mondo indoor di Istanbul (8"33) dopo aver infranto il suo record personale in semifinale con 8"07.

### Carriera sportiva nel bob
Nel 2014, ha iniziato a praticare il bob, creando il suo bob a casa. Ha contattato Ngozi Onwumere e Akuoma Omeoga per formare la squadra nazionale di bob della Nigeria e si sono qualificate per le Olimpiadi invernali del 2018.

### Vita privata
È la nipote dell'ex cestista Hakeem Olajuwon. Parla inglese e spagnolo. Nel 2000 e 2008 ha subito operazioni chirurgiche al cuore.

## Palmarès
| Anno | Manifestazione          | Sede        | Evento   | Risultato  | Prestazione | Note                                     |
| ---- | ----------------------- | ----------- | -------- | ---------- | ----------- | ---------------------------------------- |
| 2009 | Mondiali                | Berlino     | 100 m hs | Batteria   | 13"33       |                                          |
| 2009 | Mondiali                | Berlino     | 4×100 m  | Batteria   | 46"54       |                                          |
| 2010 | Mondiali indoor         | Doha        | 60 m hs  | Batteria   | 8"58        |                                          |
| 2010 | Campionati africani     | Nairobi     | 100 m hs | Oro        | 13"14       | Miglior prestazione personale stagionale |
| 2010 | Giochi del Commonwealth | Nuova Delhi | 100 m hs | 6ª         | 13"66       |                                          |
| 2010 | Giochi del Commonwealth | Nuova Delhi | 4×100 m  | 4ª         | 48"87       |                                          |
| 2011 | Mondiali                | Taegu       | 100 m hs | Semifinale | 13"14       |                                          |
| 2011 | Giochi panafricani      | Maputo      | 100 m hs | Oro        | 13"20       |                                          |
| 2012 | Mondiali indoor         | Istanbul    | 60 m hs  | 8ª         | 8"33        |                                          |
| 2012 | Giochi olimpici         | Londra      | 100 m hs | Batteria   | 13"56       |                                          |

## Altre competizioni internazionali
2010
- 6ª in Coppa continentale ( Spalato), 100 m hs - 13"48